# Maschinengewehr 08
La Maschinengewehr 08 (MG 08) est une mitrailleuse allemande du début du XXe siècle. Emblématique de la Grande Guerre, elle reste la plus célèbre des Maxim. Elle fut inventée par le britannique d'origine américaine Hiram Stevens Maxim et produite par les Arsenaux impériaux allemands. Sa puissance de feu, considérable pour l'époque, en fit une arme redoutable qui a permis de stopper de nombreuses charges d'assaillants.

## Histoire

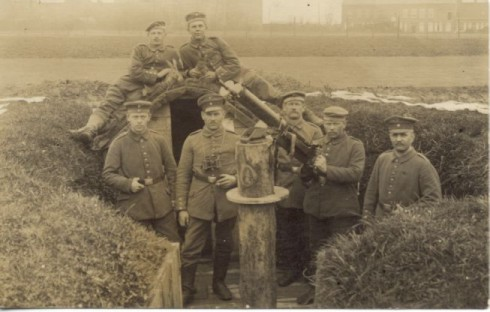
MG 08 au front en 1918.

La Marine impériale adopte la Maxim en 1899 (modèle MG99), l'Armée de terre (Deutsches Heer) adoptant le même modèle doté d'un affût spécial pour une utilisation dans les forteresses, puis en 1901 adopte la MG01, version légèrement modifiée des premiers modèles, dotée d'un affût (Schlitten 01) utilisable dans les forteresses ou en campagne.
L’Empire ottoman a également utilisé des mitrailleuses, principalement les modèles MG08 allemands, qui étaient des mitrailleuses à refroidissement par eau et en calibre 7,92 mm. Ces armes étaient cruciales pour les défenses statiques et les batailles de tranchées.
Une nouvelle version apparaît en 1908, dotée d'un nouvel affût (Schlitten 08), ou "affût traîneau", pouvant recevoir un bouclier de protection (MG Schild 08). Un rail de fixation apparaît en 1912 sur le côté gauche de l'arme, pour l'adaptation d'une lunette de tir (ZF 12) d'un grossissement x 3.
L'arme connaissait un problème de surchauffe du radiateur : celui-ci dégageait de la vapeur d'eau par la soupape de sûreté, qui faisait immanquablement repérer le tireur. Une boîte de condensation fut donc ajoutée, dans laquelle l'eau était récupérée. 
En 1915 apparurent plusieurs affûts destinés à alléger l'arme, ou à la rendre opérationnelle contre les avions, conçus dans les tranchées ou dans des ateliers proches du front. En mars 1917 apparaît un modèle d'usine type fusil-mitrailleur avec bipied, le MG 08/15, qui subit des essais opérationnels à Verdun fin 1916, avant une distribution généralisée.
Peu avant l'Armistice apparut le fusil-mitrailleur MG 08/18, version allégée du MG 08/15, au canon sans manchon à eau mais percé d'une multitude de trous pour un refroidissement à air. Cependant le changement rapide des canons par vissage n'étant pas encore connu à cette époque (les canons étaient soudés à l'affût), le refroidissement par air restait problématique et demandait que l'arme soit utilisée uniquement par courtes rafales espacées.
Pour lutter contre les chars les allemands mirent au point en 1918 la MG 18 TuF (Tank und Flieger), qui était une copie de la MG 08 mais au calibre de 13 mm. Elle n'eut pas le temps d'entrer en service avant la fin de la guerre et peu d'informations existent à son sujet.
Les dernières MG 08 furent utilisées par les allemands lors de la Seconde guerre mondiale, entre autres sur les fortifications du Mur de l'Atlantique.

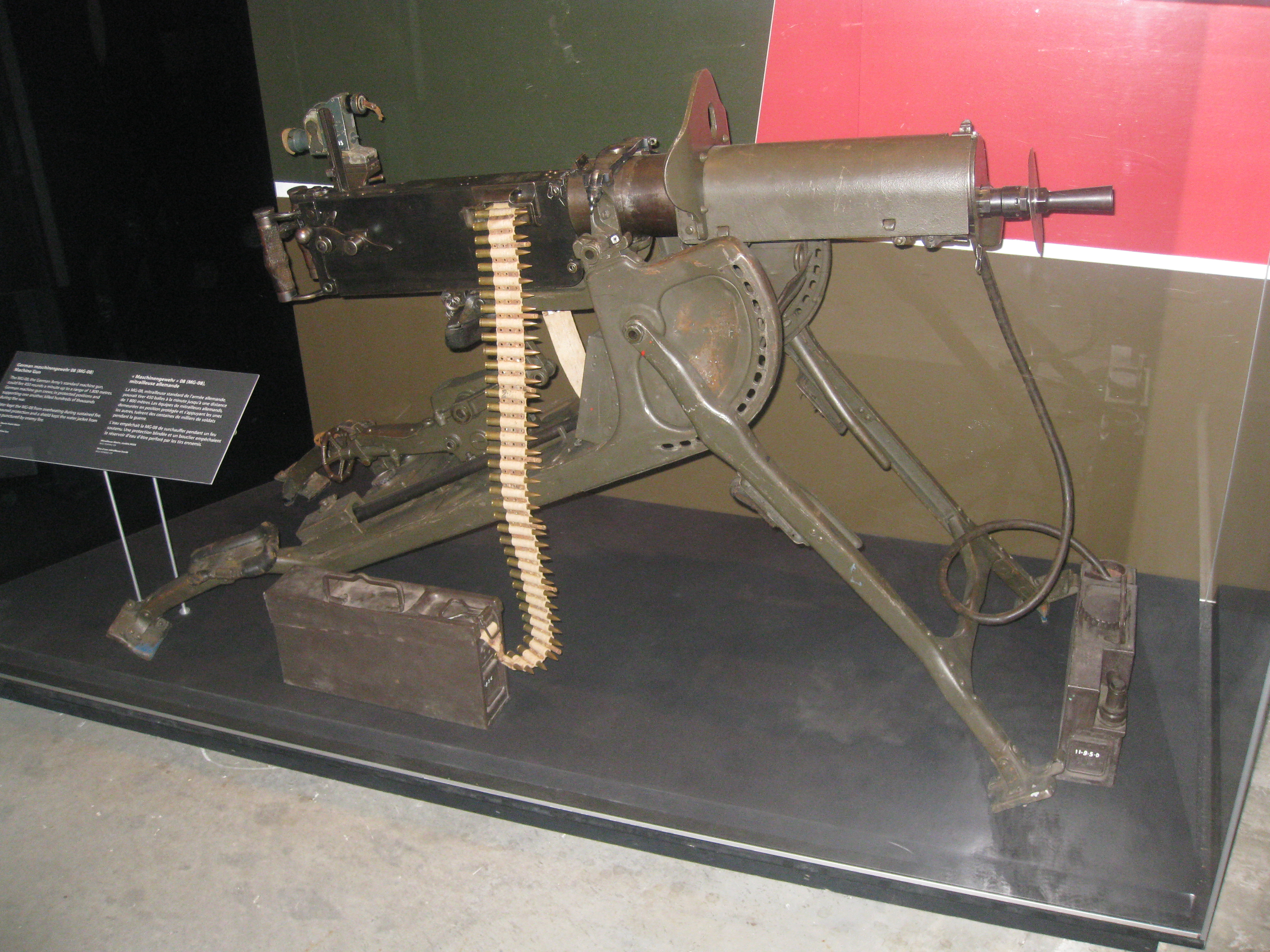
MG 08 sur affut dit Schlitten. Musée canadien de la guerre.

## Technique
Fabriquée en acier usiné sauf pour le radiateur, en tôle, et les poignées, en bois, le MG 08 fonctionne par court recul du canon et verrouillage par genouillère. Le refroidissement du canon se fait par eau. L'arme possède un guidon nu et une hausse réglable et rabattable, de 200  à   2 400 m. Il peut être monté sur un trépied et divers types d'affût, à quatre pieds ou antiaériens.

## Diffusion
Les mitrailleuses MG 08 ont été exportées en Belgique, Brésil, Bulgarie, Chili, Chine, Espagne, Irlande, Pays-Bas, Pérou, Perse, Pologne, Roumanie, Serbie, Suisse, Turquie et Yougoslavie. Différentes variantes de l'arme seront produites en Russie, en Autriche-Hongrie, au Royaume-Uni, en Espagne et bien sûr aux États-Unis. Les arsenaux chinois l'ont copiée comme mitrailleuse Type 24 à partir de 1935. L'armée française et l'armée britannique ont utilisé des MG 08 prises à l'ennemi, durant la guerre de 1914-1918.

## Dans la culture allemande
En allemand, l'expression null-acht-fünfzehn (zéro huit quinze) dériverait de la mitrailleuse dans sa version de 1915. L'expression signifie « standard, ordinaire », reflétant le fait que cette mitrailleuse fut une des armes les plus répandues côté allemand lors de la Première Guerre mondiale et que l'entraînement à son maniement était perçu comme très répétitif.